# Émily Bégin
 (mars 2021).
 (février 2016).
Si vous disposez d'ouvrages ou d'articles de référence ou si vous connaissez des sites web de qualité traitant du thème abordé ici, merci de compléter l'article en donnant les références utiles à sa vérifiabilité et en les liant à la section « Notes et références ».
Pour les articles homonymes, voir Begin.
Émily Bégin est une chanteuse née le 21 janvier 1982 à Saint-Jérôme dans les Laurentides (Québec, Canada). 
Elle s'est fait connaître lors de la première édition québécoise de l'émission de télé réalité Star Académie, en 2003.
Elle est la quatrième candidate de l'émission à avoir sorti son premier album Légende Urbaine, en 2004. L'album s'est écoulé à 33 000 exemplaires.
Elle a composé trois albums : Légende Urbaine, sorti en 2004, l'album Emily, sorti en 2007 et Les Nuits d'Emily en 2011.
En 2025, Émily Bégin fait partie du corps professoral dans la huitième saison de Star Académie, avec le rôle de professeur de danse et mouvement.

## Carrière

### Star Académie
Performances dans l'émission :
- 2003 : Oxygène ;
- 2003 : Danser Danser ;
- 2005 : Où sont les femmes ?

### Travail solo
Elle suit une formation au Cégep, mention danse, de Montmorency et au collège Lionel-Groulx, mention théâtre musical.
Elle se produit sur scène en solo depuis 1998. Elle participe à plusieurs comédies musicales. 
Elle est sélectionnée lors des auditions de la première saison de Star Académie, en 2003. 
En 2004, elle est  sur la scène du théâtre du Rideau Vert, dans une comédie musicale Cabaret, qui est un grand succès. François Papineau et Sylvie Moreau sont ses partenaires, sous la direction de Denise Filiatrault.
À l’automne 2003, elle anime une émission de radio sur NRJ. Elle devient chroniqueuse tendance à l’émission Clin d’œil au réseau TVA, et coanime l’émission Demandes spéciales. 
À l’automne 2004, elle anime seule cette émission, tout en continuant les représentations supplémentaires de Cabaret. 
Son premier album, Légendes urbaines, est publié.
Denise Filiatrault fait de nouveau appel à Émily Bégin dans sa comédie musicale Neuf, présentée à partir du 21 mai 2007, au théâtre du Rideau Vert. Cette comédie musicale traite des relations humaines et des méandres de la création. Elle a aussi joué dans la comédie musicale My Fair Lady.
En février 2025, elle apparaît dans l'émission Star Académie, lors du Variété, avec un medley des chansons du groupe ABBA.   
Elle fait une apparition dans la série télé québécoise Indéfendable, sur les ondes de TVA.  

## Vidéos

### De l'album Légende Urbaine

#### Légende Urbaine
C'est sa première vidéo. On la retrouve en compagnie de 5 danseurs, dans une ambiance sensuelle provocante.

#### Mata Hari
Dans cette vidéo, Émily joue une espionne, une Mata Hari du XXIe siècle. La vidéo est divisée en 2 parties. Dans la première, on y retrouve une jeune espionne en fuite, et dans l'autre, Émily danse avec de nombreux effets spéciaux.

### De l'album Emily

#### Laissez-moi danser
Le premier extrait de son deuxième album est une reprise du tube de Dalida. La vidéo est colorée, Émily fait les magasins, avec quatre danseurs masculins. Dans d'autres scènes, elle danse ; quelques improvisations et des effets spéciaux rappellent la pochette de l'album.

#### Au grand jour
Troisième extrait de l'album ; le thème central est un sujet controversé : la visibilité des couples homosexuels.

## Discographie

### Star Académie
- 2003 : Star Académie 2003 (500 000)

### Albums solo
- 2004 : Légende urbaine (33 000)
- 2007 : Emily

| No  | Titre                                   | Durée |
| --- | --------------------------------------- | ----- |
| 1.  | Fièvre électrique                       |       |
| 2.  | Adrénaline                              |       |
| 3.  | Laissez-moi danser (Reprise de Dalida)  |       |
| 4.  | Au grand jour                           |       |
| 5.  | Sans au revoir                          |       |
| 6.  | Deux bouteilles à la mer                |       |
| 7.  | Hors la loi                             |       |
| 8.  | Il était une fois                       |       |
| 9.  | Plaisir obscène                         |       |
| 10. | Ne reviens pas (si tu t'en vas)         |       |
| 11. | Bienvenue                               |       |
| 12. | Dis moi que tu m'aimes (bonus internet) |       |

- 2011 : Les nuits d'Emily

| 1.    | Les Nuits D'Emily               | 3:18 |
| 2.    | Charlie                         | 3:41 |
| 3.    | Ce n'est pas toi                | 2:58 |
| 4.    | Si longtemps (Avec Steve Marin) | 4:11 |
| 5.    | Après la pluie                  | 4:27 |
| 6.    | Mademoiselle                    | 3:08 |
| 7.    | T'inquiètes pas                 | 3:41 |
| 8.    | L'aventure                      | 3:13 |
| 9.    | Femme fatale                    | 2:49 |
| 10.   | Du sang et des larmes           | 4:04 |
| 11.   | Alexandre                       | 4:04 |
| 12.   | Crazy                           | 3:54 |
| 43:33 |                                 |      |

## Singles
Album : Légende Urbaine (2004)
- Légende urbaine
- Mata Hari
- Où sont les femmes ?  (Radio seulement)
- Confidences (Radio seulement)

Album : Emily (2007)
- Laissez-moi danser
- Adrénaline (Radio seulement)
- Au grand jour
- Dis-moi que tu m'aimes  (Radio seulement)

Album : Les Nuits d'Emily (2011)
- Mademoiselle (Radio seulement)
- Si longtemps
- Alexandre (Radio seulement)